# Municipalité du district de Trakai
La municipalité du district de Trakai (en lituanien : Trakų rajono savivaldybė) est l'une des soixante municipalités de Lituanie. Son chef-lieu est Trakai.

## Seniūnijos de la municipalité du district de Trakai
- Aukštadvario seniūnija Aukštadvaris)
- Grendavės seniūnija (Grendavė)
- Lentvario seniūnija (Lentvaris)
- Onuškio seniūnija (Onuškis)
- Paluknio seniūnija (Paluknys)
- Rūdiškių seniūnija (Rūdiškės)
- Senųjų Trakų seniūnija (Senieji Trakai)

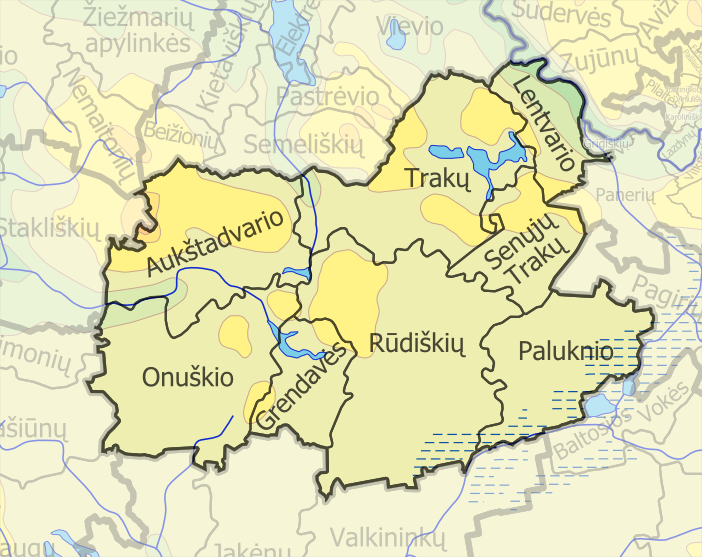
Seniūnijos de la municipalité du district de Trakai.

- Trakų seniūnija (Trakai)